# It Might Be You
It Might Be You é uma telenovela filipina produzida e exibida pela ABS-CBN, cuja transmissão ocorreu em 2003.

## Elenco
- John Lloyd Cruz - Earl Lawrence Trinidad
- Bea Alonzo - Cielo San Carlos
- John Prats - Gian Carlo Pablo
- Maja Salvador - Cara Victorino
- Tirso Cruz III - Ernesto Trinidad
- Maritoni Fernandez - Frida Montegracia-Trinidad
- Jean Garcia - Orlanda "Ola" Mae Lacuesta